# Mistrzostwa Europy w Lekkoatletyce 2022 – bieg na 5000 m kobiet
Bieg na 5000 metrów kobiet – jedna z konkurencji biegowych rozgrywanych podczas lekkoatletycznych mistrzostw Europy na Stadionie Olimpijskim w Monachium.

## Terminarz
Źródło: european-athletics.com.
| Data        | Godzina |       |
| ----------- | ------- | ----- |
| 18 sierpnia | 21:25   | Finał |

## Rekordy
Tabela prezentuje rekord świata, rekord Europy, rekord mistrzostw Europy oraz najlepsze wyniki na listach światowych i listach europejskich w sezonie 2022 przed rozpoczęciem mistrzostw. Źródło: european-athletics.com, worldathletics.org.
|                          | Zawodnik                  | Wynik    | Miejsce  | Data                     |
| ------------------------ | ------------------------- | -------- | -------- | ------------------------ |
| Rekord świata            | Letesenbet Gidey          | 14:06,62 | Walencja | 7 października 2020(dts) |
| Rekord Europy            | Sifan Hassan              | 14:22,12 | Londyn   | 21 lipca 2019(dts)       |
| Rekord mistrzostw Europy | Sifan Hassan              | 14:46,12 | Berlin   | 12 sierpnia 2018(dts)    |
| Listy światowe           | Ejgayehu Taye             | 14:12,98 | Eugene   | 27 maja 2022(dts)        |
| Listy europejskie        | Karoline Bjerkeli Grøvdal | 14:31,07 | Oslo     | 16 czerwca 2022(dts)     |

## Rezultaty
Źródło: european-athletics.com.
| Miejsce | Zawodniczka               | Reprezentacja   | Czas     | Uwagi |
| ------- | ------------------------- | --------------- | -------- | ----- |
| 1 !     | Konstanze Klosterhalfen   | Niemcy          | 14:50,47 |       |
| 2 !     | Yasemin Can               | Turcja          | 14:56,91 |       |
| 3 !     | Eilish McColgan           | Wielka Brytania | 14:59,34 |       |
| 4.      | Maureen Koster            | Holandia        | 15:03,29 |       |
| 5.      | Amy-Eloise Markovc        | Wielka Brytania | 15:08,75 |       |
| 6.      | Calli Thackery            | Wielka Brytania | 15:08,79 |       |
| 7.      | Nadia Battocletti         | Włochy          | 15:10,90 | SB    |
| 8.      | Selamawit Teferi          | Izrael          | 15:14,36 | SB    |
| 9.      | Viktória Wagner-Gyürkés   | Węgry           | 15:16,11 | PB    |
| 10.     | Camilla Richardsson       | Finlandia       | 15:16,71 | PB    |
| 11.     | Sara Benfares             | Niemcy          | 15:20,94 | PB    |
| 12.     | Marta García              | Hiszpania       | 15:23,36 | PB    |
| 13.     | Diane van Es              | Holandia        | 15:26,44 |       |
| 14.     | Roisin Flanagan           | Irlandia        | 15:33,72 |       |
| 15.     | Lisa Rooms                | Belgia          | 15:50,59 | PB    |
| 16.     | Carla Gallardo            | Hiszpania       | 15:52,64 |       |
| 17.     | Cristina Ruiz             | Hiszpania       | 16:07,70 |       |
| 18.     | Ilona Mononen             | Finlandia       | 16:10,97 |       |
| 19.     | Manon Trapp               | Francja         | 16:15,44 |       |
| –       | Alina Reh                 | Niemcy          | DNF      |       |
| –       | Karoline Bjerkeli Grøvdal | Norwegia        | DNF      |       |
| –       | Sarah Lahti               | Szwecja         | DNS      |       |